# Gruppo Sportivo Vigili del Fuoco Francesco Ravalico
Il Gruppo Sportivo Vigili del Fuoco Francesco Ravalico, noto semplicemente come Ravalico Trieste, è una società polisportiva italiana.

## Storia della società
Fondata nel 1961 per iniziativa del corpo dei Vigili del Fuoco di Trieste, fu intitolata a Francesco Ravalico, caduto durante la seconda guerra mondiale. Attualmente pratica nuoto, lotta libera e lotta greco-romana, canottaggio; negli anni sessanta e settanta militò in Serie A con la squadra di pallavolo.
Quest'ultima, radunò i migliori giocatori triestini (tra di loro Adriano Pavlica) militanti in società come la Libertas e la Bor e, già nel 1963-64, esordì in Serie A. Nel 1966-67 retrocesse in B, per fare ritorno in massima serie nel 1969-70, dopo essere stata inglobata nella Triestina Pallavolo e dopo aver trovato il patrocinio di uno sponsor, l'Arclinea. Presidente onorario della squadra era il pugile Nino Benvenuti. La squadra giuliana militò in Serie A complessivamente per 14 stagioni, fino alla retrocessione del 1978-79 e al ritiro; in due occasioni aveva raggiunto il quinto posto (1963-64 e 1965-66).
Per la sua attività, e in particolare per i successi nella disciplina del nuoto per salvamento, il CONI le attribuì due stelle al merito sportivo nel 1989 (bronzo) e nel 1990 (oro).

## Fonti
- Sito ufficiale, su gsvigilidelfuocotrieste.it. URL consultato il 15 settembre 2012 (archiviato dall'url originale l'8 maggio 2013).
- Scheda Archiviato il 4 marzo 2016 in Internet Archive. su VigilFuoco.it